# Federația Română de Rugby
Die Federația Română de Rugby (FRR) ist der nationale Sportverband für Rugby Union und Siebener-Rugby in Rumänien. Der im Jahr 1931 gegründete Verband hat seinen Sitz in Bukarest. Seit 1987 vertritt er Rumänien beim Weltverband World Rugby und seit 1934 beim Kontinentalverband Rugby Europe.

## Aufgabe
Die Federația Română de Rugby stellt die Rumänien vertretenden Nationalmannschaften, einschließlich der für die Männer, Frauen und Jugend, zusammen. Daneben organisiert der Verband das Kinder- und Jugend-Rugby in Rumänien. Kinder und Jugendliche werden bereits in der Schule an den Rugbysport herangeführt und je nach Interesse und Talent beginnt dann die Ausbildung. Wie andere Rugbynationen verfügt Rumänien über eine U-20-Nationalmannschaft, die an den entsprechenden Europa- und Weltmeisterschaften teilnimmt. Ebenso ist die Federația Română de Rugby verantwortlich für die rumänische Siebener-Rugby-Nationalmannschaft und da Siebener-Rugby eine olympische Sportart ist, arbeitet sie hier mit dem Comitetul Olimpic și Sportiv Român zusammen.
Der Verband organisiert auch den nationalen Spielbetrieb. Die höchste Rugby-Union-Liga in Rumänien ist die professionelle Liga Națională de Rugby mit sechs Mannschaften. Allerdings ziehen es zahlreiche Spieler wegen der wirtschaftlichen Schwäche des Landes vor, für Vereine in Westeuropa anzutreten (vor allem in Frankreich). Nicht in Westeuropa tätige Nationalspieler gehören meist der professionellen Mannschaft Romanian Wolves an, die seit 2022 am Rugby Europe Super Cup teilnimmt.

## Geschichte
Die Federația Română de Rugby wurde 1931 gegründet und 1987, kurz vor der ersten Weltmeisterschaft, Vollmitglied des International Rugby Football Board (IRFB, heute World Rugby). Die Federația Română de Rugby war außerdem im Jahr 1934 Gründungsmitglied des Kontinentalverbandes Fédération Internationale de Rugby Amateur (FIRA; heute Rugby Europe).

## Logo
Das Logo der Federația Română de Rugby zeigt einen als Eichenblatt stilisierten Rugbyball in Blau, mit dem Schriftzug Rugby România daneben. Der Spitzname der Nationalmannschaft lautet Stejarii („die Eichen“).